# François Bartholoni
François Bartholoni (Genebra, 2 de Março 1796 — Genebra, 9 de Junho 1881), descendente de uma família florentina refugiados em Genebra por serem protestantes e declarados burguês de Genebra em 1606, é filho de Jacques e de Marie-Charlotte Petitpierre.
Viveu em Paris desde 1816 conde foi banqueiro e adepto das sociedades económicas mistas. Pioneiro do caminho de ferro em França foi o construtor da ligação Lião-Genebra e a pessoa que escolheu a localização da Estação de Cornavin em Genebra. Em 1863 sugere ao Conselho Federal a criação da "Société générale des chemins de fer suisses" na origem  dos actuais Caminhos de Ferro Federais (SBB-CFF-FFS).
Genebra deve-lhe a Villa Bartholoni onde se encontra o Museu de História das Ciências, na Pérola do Lago, e o Conservatório de Música de Genebra que mandou construir em 1835. Por estes construções que ofereceu posteriormente á cidade foi nomeado Oficial da Legião de Honra
.

## Villa Bartholoni
Considerada como o mais bonita edifício no estilo Neoclassico de Genebra, a Villa Bartholoni foi construída em 1830 segundo os planos do arquitecto francês Félix-Emmanuel Callet, grande prémio de Roma. A arquitectura inspira-se nas vilas paladinas do norte da Itália e do Neoclássico francês mas adaptado às dimensões e ao conforto burguês do século XIX ..
Se o exterior é sóbrio, os salões estão decorados em estilo pompeano . 